# Leif Edvinsson
Leif Edvinsson  (Uppsala, 1946) een Zweeds managementwetenschapper op het gebied van intellectueel kapitaal en kennismanagement. Sinds 2001 werkt hij aan de universiteit van Lund (Zweden).
Edvinsson werkte in de jaren negentig als hoofd intellectueel kapitaal bij de Zweedse verzekeringsfirma Skandia AFS. Hier ontwikkelde hij zijn theorieën over 'de verborgen waarde (het intellectueel kapitaal) van Skandia' en een managementmodel voor deze waarde. In 1997 schreef hij het boek Intellectual Capital: Realizing Your Company's True Value by Finding Its Hidden Brainpower samen met Michael Malone.
Edvinsson is adviseur voor de Zweedse autoriteiten op het gebied van kennisontwikkeling en innovatie.
In 1998 won Edvinsson de prestigieuze Brain of the year-award. Bill Gates en Paul McCartney waren dat jaar ook genomineerd.
- Gemeinsame Normdatei: 170620298
- International Standard Name Identifier: 0000 0001 1064 4967
- Library of Congress Control Number: n96115161
- Nationale Bibliotheek van Letland: 000034400
- Nationale Bibliotheek van Tsjechië: mzk2016923079
- Nationale Bibliotheek van Israël: 987007514831805171
- Nederlandse Thesaurus van Auteursnamen: 345402367
- LIBRIS: 186074
- Système universitaire de documentation: 057633711
- Virtual International Authority File: 58354435
- WorldCat: E39PBJxxgXCfwGGKRG4j3RgR8C